# カルロ・ゼン
カルロ・ゼンは、日本の小説家・漫画原作者・ゲームシナリオライターである。

## 経歴・人物
小説投稿サイト「Arcadia」上で、ウェブ小説として執筆していた『幼女戦記』が書籍化し、作家デビューした。
2019年4月から、日本SF作家クラブ会員となる。

## 作品リスト

### 単行本
- 幼女戦記[3]（画：篠月しのぶ、KADOKAWA/エンターブレイン、既刊14巻、2013年6月 - ）
- 約束の国（絵：巖本英利、キャラクター原案：篠月しのぶ、星海社FICTIONS、全4巻、2014年9月 - 2017年1月）
- セブンスドラゴン3 UE72 未完のユウマ (原作：セガゲームス、絵：三輪士郎、星海社FICTIONS、2016年2月）
- 銃魔大戦 怠謀連理（画：村、KADOKAWA/エンターブレイン、2016年9月）
- ヤキトリ（早川書房 ハヤカワ文庫JA 、既刊2巻、2017年8月 - ）

### 漫画原作
- 幼女戦記（漫画：東條チカ、キャラクター原案：篠月しのぶ、KADOKAWA『月刊コンプエース』2016年6月号 - 連載中、既刊29巻）
- 売国機関（漫画：品佳直、新潮社『くらげバンチ』2018年6月28日[4] - 連載中、既刊11巻）
- テロール教授の怪しい授業（漫画：石田点、講談社『モーニング』2018年46号[5] - 2020年15号→『Dモーニング』2021年14号 - 2022年26号、全4巻）
- 明日の敵と今日の握手を（漫画：フクダイクミ、設定考証：鈴木貴昭、軍服監修：吉川和篤、秋田書店『どこでもヤングチャンピオン』2022年3月号[6] - 連載中、既刊5巻） - 連載前の仮タイトルは「八月の空 砲声の木霊（仮）」[6]。
- 星なき世界の案内人（漫画：初嘉屋一生、講談社『モーニング・ツー』2025年5月8日[7] - ）

### ゲームシナリオ
- ケイオスドラゴン 混沌戦争（『ヴァラガン共和国連邦』シナリオ）
- 銃魔のレザネーション（原作、シナリオ）

### 雑誌掲載・アンソロジー収録作品
小説
- 「ヤキトリ 1 一銭五厘の軌道降下」(冒頭特別掲載) - 『S-Fマガジン』2017年8月号 掲載
- 「神聖尊厳」 - 『されど罪人は竜と踊るオルケストラ = Dances with the Dragons』（浅井ラボ/原作、ガガガ文庫、2018年1月）収録
- 「カルロ・ゼンの場合」「じゃがトマ警察の殺し方」ほか - 『作家逃亡飯』（星海社FICTIONS、2020年5月、同人誌からの再録）収録

エッセイ等
- 「a day in my squad731」case.177 - 『小説すばる』2017年11月号 掲載